# Piano electromagnético de Delezenne
El piano electromagnético de Delezenne es uno de los primeros instrumentos musicales electrónicos de la historia. Apareció, a finales del siglo XIX (1867). 
Consistía en un teclado de piano que activaba una rueda dentada de hierro y la hacía girar frente a un electroimán. El campo magnético genera electricidad que alimentaba unos dínamos que generaban tonos (sonidos) audibles a través de la línea telegráfica.
- Datos: Q6074820